# Cimetière militaire de Cagnicourt
Le Cimetière militaire de Cagnicourt, en anglais Cagnicourt British Cemetery, est un cimetière militaire de la Première Guerre mondiale, situé sur le territoire de la commune de Cagnicourt, dans le département du Pas-de-Calais, au sud-est  d'Arras.

## Localisation
Ce cimetière est situé à la sortie nord-est du village, à proximité du cimetière communal en bordure de la D 13 en direction de Villers-lès-Cagnicourt.

## Histoire

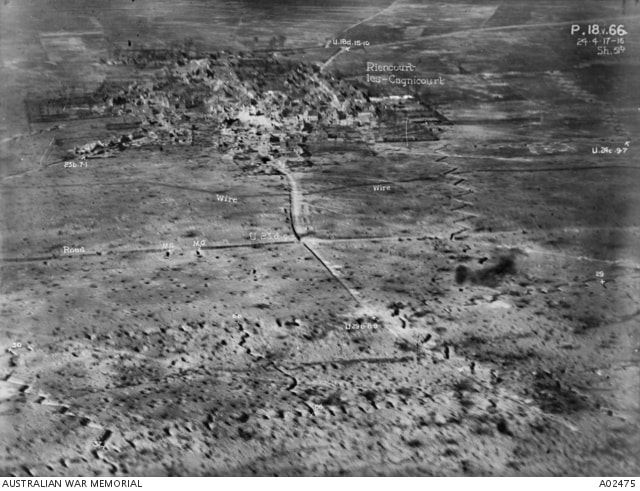
Photo aérienne du secteur montrant les tranchées (Australain War Memorial).

Aux mains des Allemands depuis fin août 1914, le secteur de Cagnicourt, situé en zone allemande de l'autre côté de la Ligne Hindenburg, n'a été repris que le 2 septembre 1918 par la 3e armée britannique après la prise de la ligne Drocourt-Quéant.

Ce cimetière a été commencé juste après la bataille pour inhumer les soldats victimes des combats.
Il y a maintenant 282 militaires du Commonwealth de la Première Guerre mondiale enterrés ou commémorés dans ce cimetière dont plus de la moitié ne sont pas identifiés .

## Caractéristiques
Ce cimetière a un plan rectangulaire de 45 m sur 25. Il est clos par un muret de moellons.

## Galerie

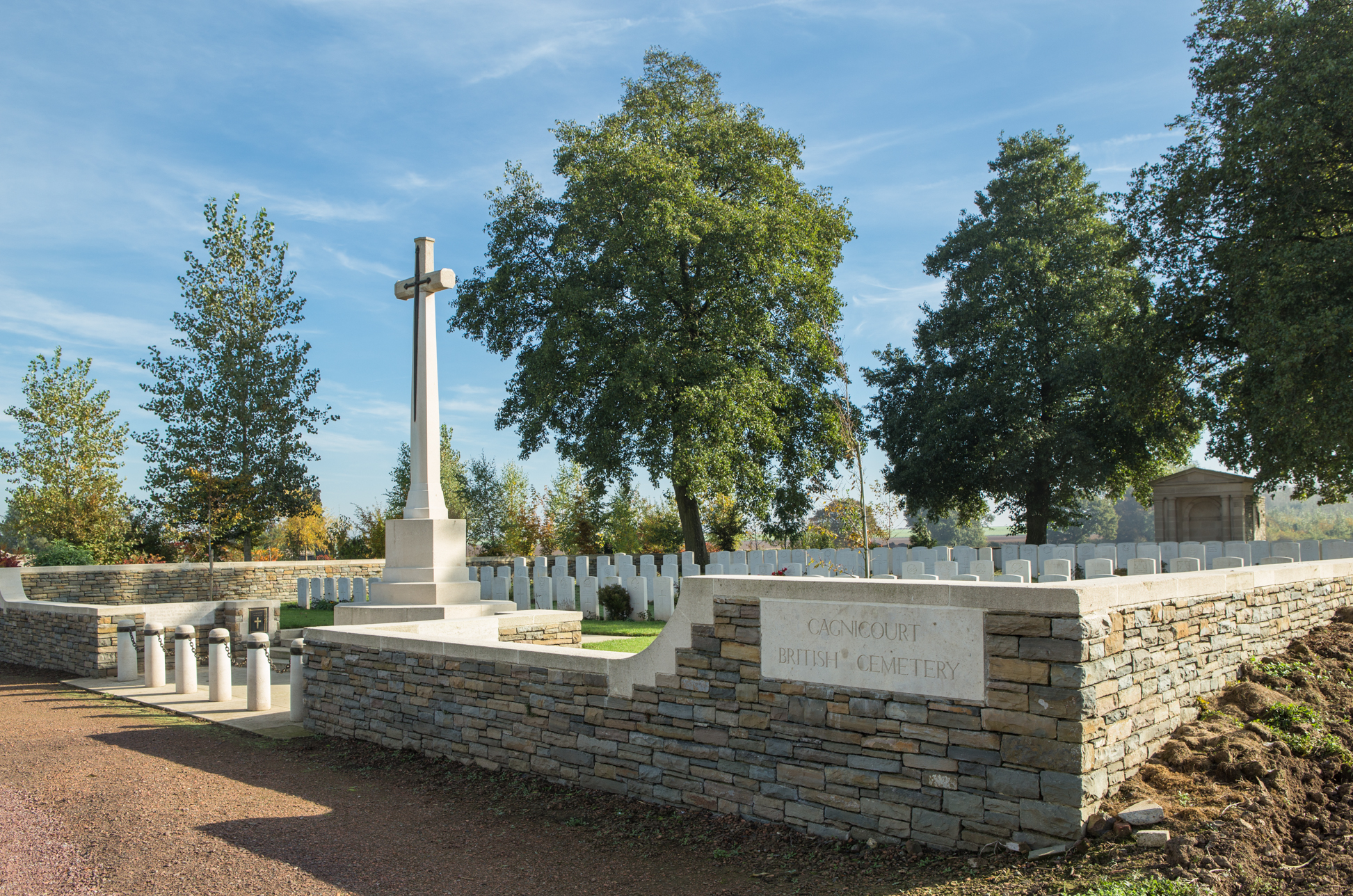
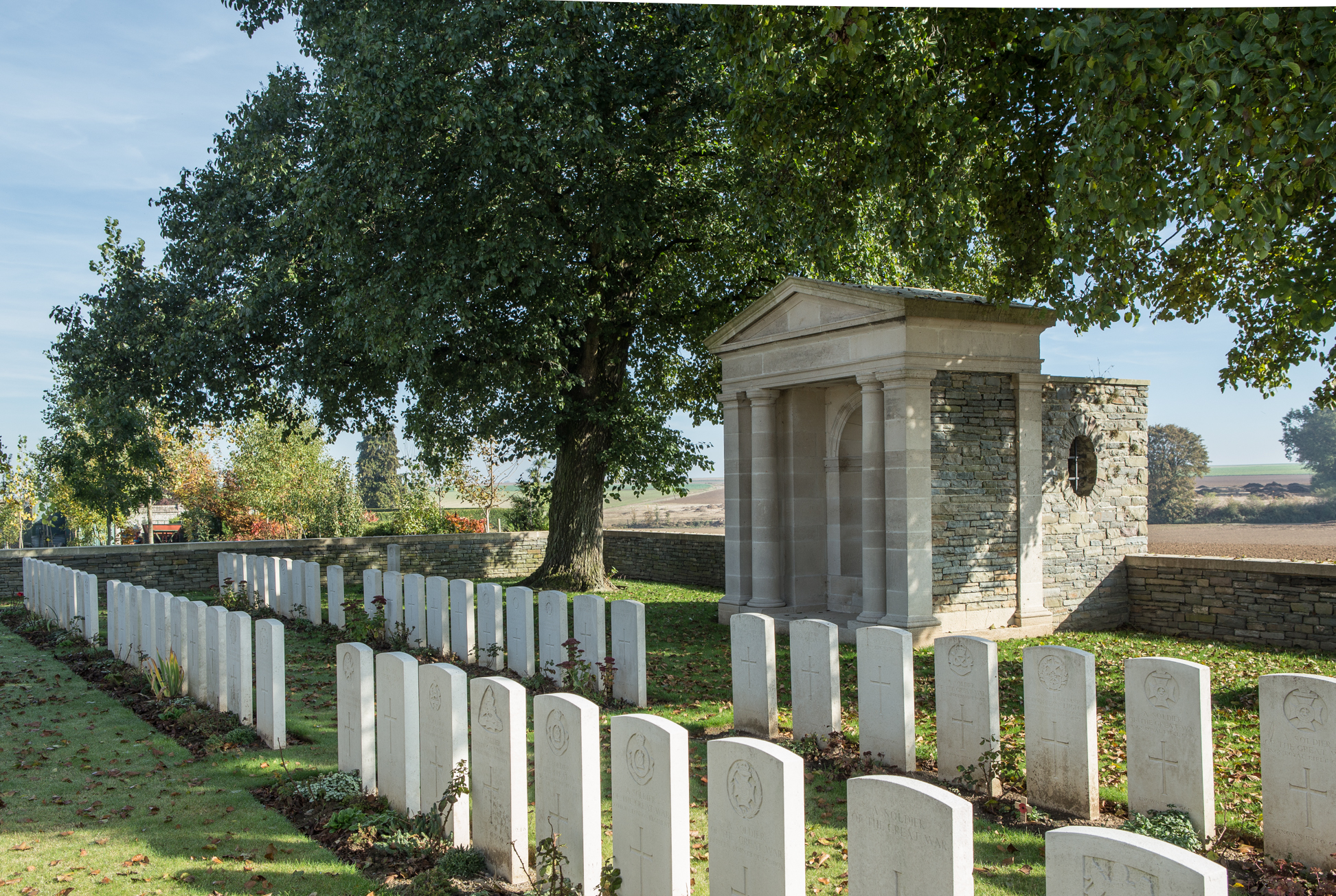
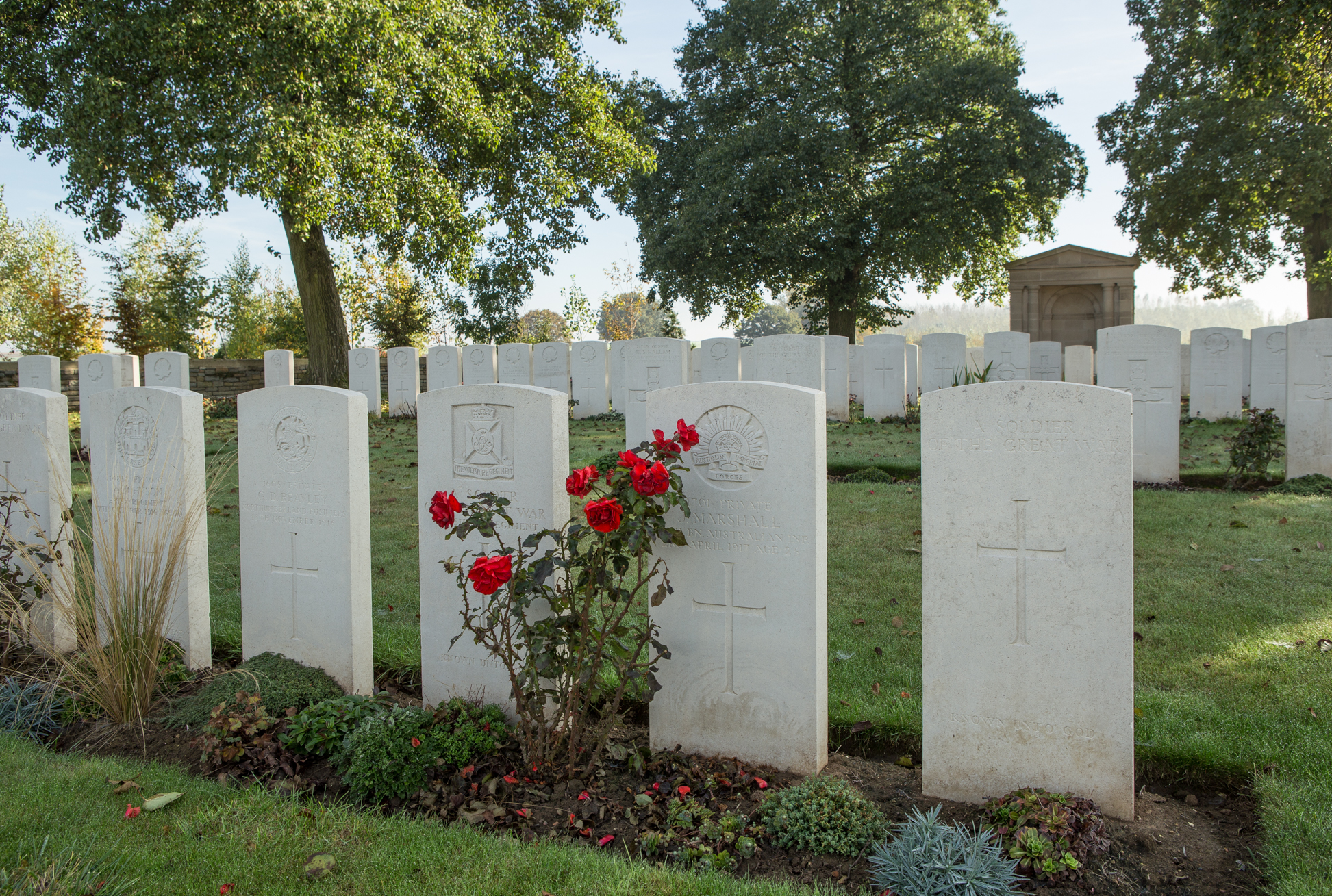
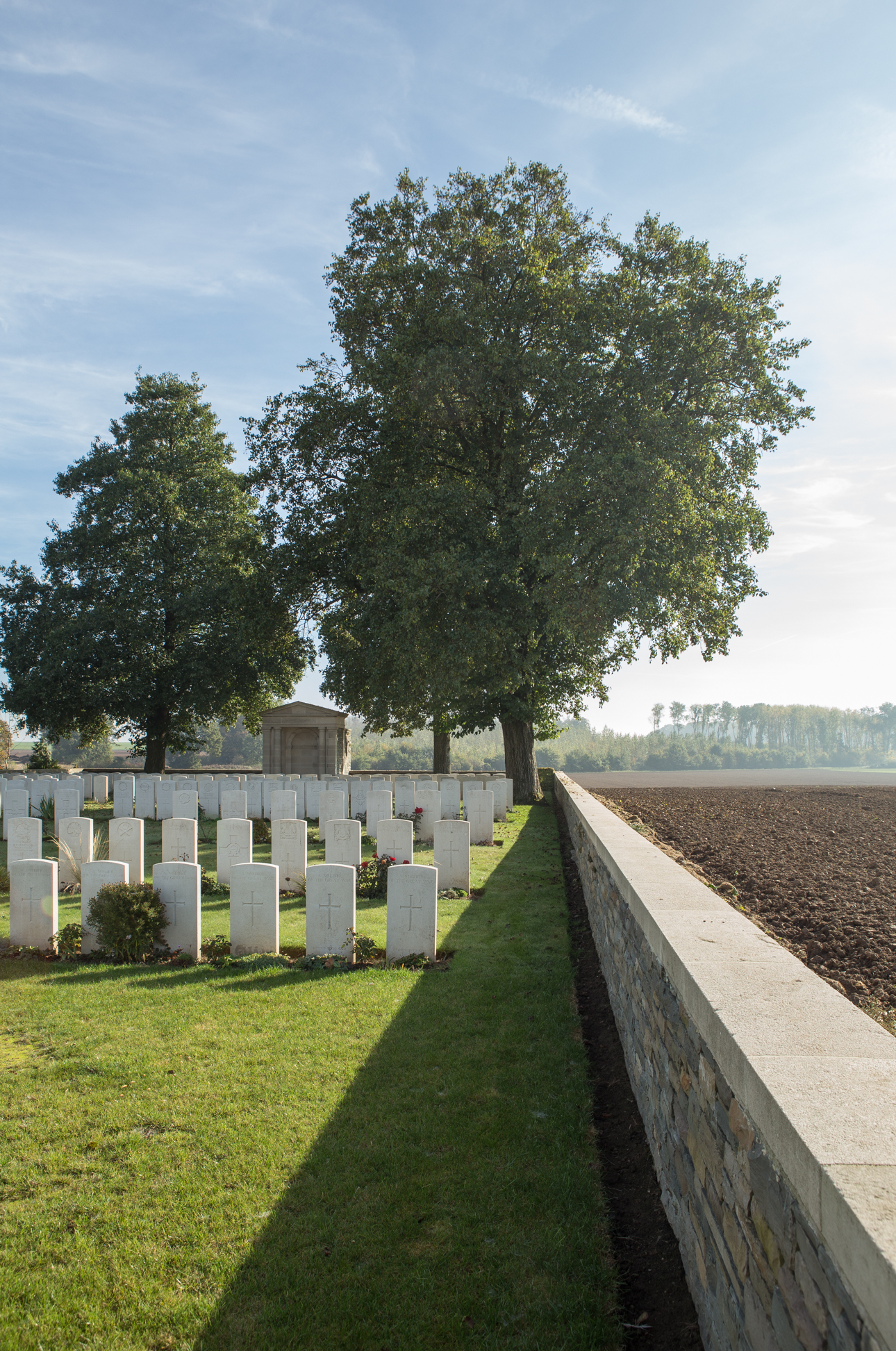
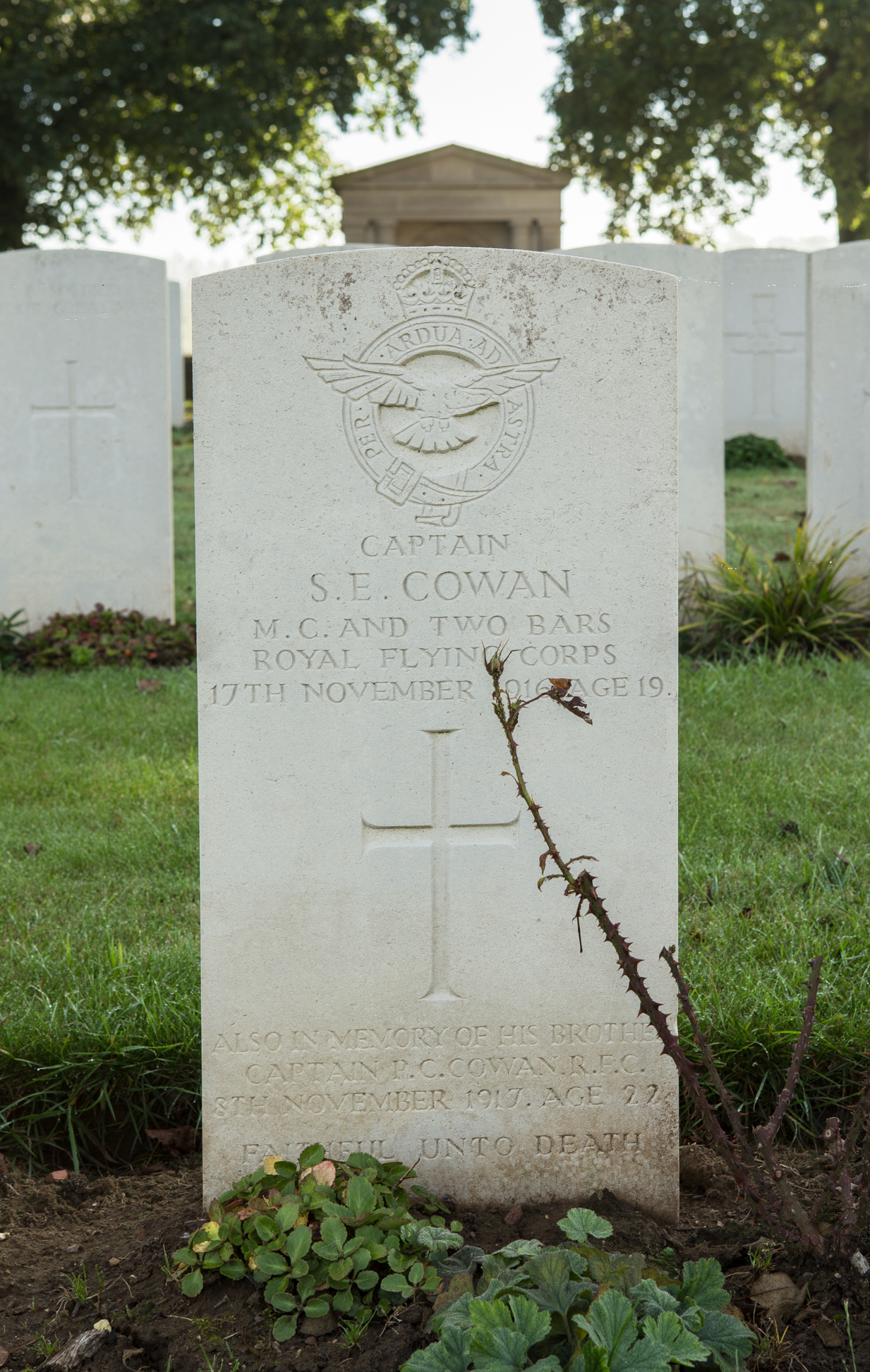
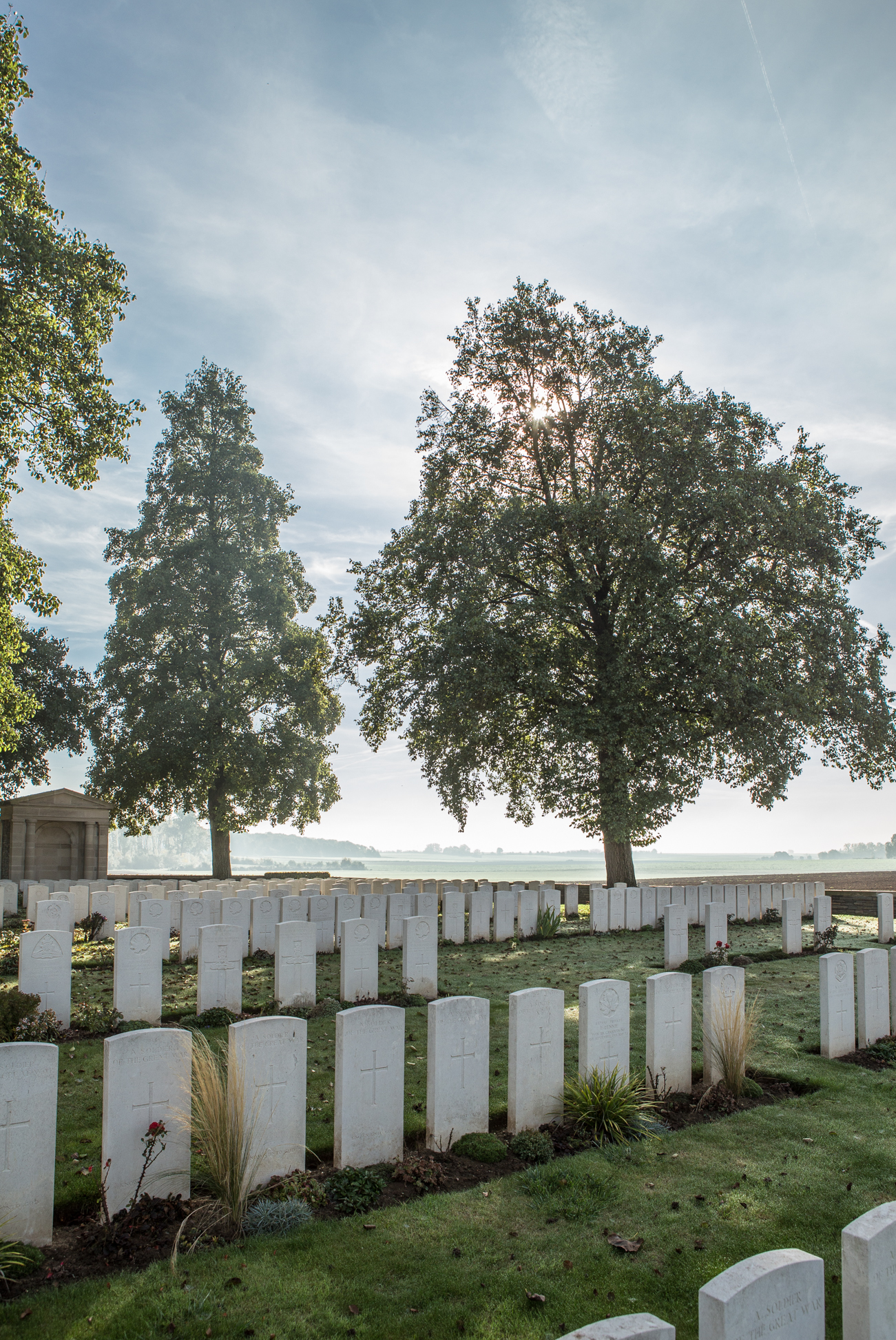

## Sépultures
| Pays             | Sépultures |
| ---------------- | ---------- |
| Royaume-Uni      | 249        |
| Australie        | 5          |
| Canada           | 28         |
| Nouvelle-Zélande | 1          |
| Total            | 283        |